# B型インフルエンザウイルス
B型インフルエンザウイルス（ビーがたインフルエンザウイルス、Influenzavirus B）とはオルソミクソウイルス科のB型インフルエンザウイルス属に属する唯一の種である。

## 歴史
1940年、アメリカで新たなインフルエンザウイルスが発見され、B型インフルエンザウイルスと命名された。
1987年にオーストラリアのビクトリア州で分離されたビクトリア系統、1988年に日本の山形県で分離された山形系統の2系統が存在する。
アメリカでは、1990年代に山形系統が猛威を振るったが、21世紀に入ると次第に患者が減少。新型コロナウイルス感染症（COVID-19）の世界的流行に入った2020年3月以降、自然流行株の検出例は無くなった。これを受け2024年、アメリカ食品医薬品局（FDA）の諮問委員会は山形系統を除いたインフルエンザワクチンを全会一致で推奨した。

## 解説
B型インフルエンザはヒトとアシカ亜目のみに感染して、インフルエンザを引き起こす。構造的に類似して共に抗原連続変異と遺伝子再集合が認められるA型インフルエンザと比較してB型インフルエンザのパンデミックが発生しない理由としては宿主域が狭いためであると考えられている。